# Pardosa orthodox
Pardosa orthodox là một loài nhện trong họ Lycosidae.
Loài này thuộc chi Pardosa. Pardosa orthodox được Ralph Vary Chamberlin miêu tả năm 1924.